# (37987) 1998 HO145
1998 HO145 (asteroide 37987) é um asteroide da cintura principal. Possui uma excentricidade de 0.09432160 e uma inclinação de 4.05270º.
Este asteroide foi descoberto no dia 21 de abril de 1998 por LINEAR em Socorro.